# Поцца-ди-Фасса
По́цца-ди-Фа́сса (итал. Pozza di Fassa) — коммуна в Италии, располагается в провинции Тренто области Трентино-Альто-Адидже, центр генерального сообщества Фаша.
Население составляет 1785 человек, плотность населения составляет 24 чел./км². Занимает площадь 73 км². Почтовый индекс — 38036. Телефонный код — 0462.
Покровителем населённого пункта считается святитель Николай, Мирликийский Чудотворец. Праздник ежегодно празднуется 6 декабря.